# Хан, Нигхат Саид
Нигхат Саид Хан (урду نگہت سعید خان‎) — пакистанская феминистка, активистка, исследовательница и писательница, является директором и основателем Ресурсного центра прикладных социально-экономических исследований (англ. Applied Socio-Economic Research Resource Centre, ASR), а также одним из основателей Форума за женское действие.

## Ранний период жизни
Хан провела детство в Пакистане и в Соединенных Штатах Америки. Она переехала в Лондон, где окончила старшую школу. В 1960-х годах переехала в Нью-Йорк, где получила степень бакалавра в Колумбийском университете. Во время учебы в университете Хан приняла участие в движении против войны во Вьетнаме и движении за права женщин. В 1974 году она вернулась в Пакистан и с тех пор большую часть времени проводила там. Вернувшись, она присоединилась к Демократической женской ассоциации, которая выступала против подавления пакистанской армией Восточного Пакистана. В 2017 году интервью изданию Herald  Хан рассказала, что её отец служил в пакистанской армии во время её молодости, однако это не помешало ей присоединиться к студенческому движению против Мухаммеда Аюб Хана. В то же время её отец был администратором военного положения в Пакистане.
Хан ссылается на активистку движения за права женщин Тахиру Мазхар Али и её мужа Мазхара Али Хана как ранних вдохновителей, определивших путь её общественной деятельности.

## Политическая деятельность
Нигхат наиболее известна как одна из основательниц «Форума за женское действие». 12 февраля 1983 года Хан участвовала в политической акции «Национальный женский день» (англ. National Women's Day) в Лахоре против поправки Мухаммада Зия-уль-Хака к закону о доказательствах с целью сокращения показаний женщин до половины показаний мужчин.
Нигхат активно высказывалась по вопросам роли женщин в экономической, социальной и политической жизни Пакистана. В своей работе она поднимала проблемы сексуальности и женственности. Она выступала в защиту мобильности женщин, женской сексуальности и свободы воли, о недопустимости контроля над ними. По её словам, женское тело олицетворяет символы идентичности, а сексуальная «чистота» женщины обеспечивает непрерывность родословной семьи и сообщества.

## Научная работа
В 1970-х годах Нигхат работала в колледже Шаха Хуссейна в Лахоре, а затем в Университете Каид-и-Азама в Исламабаде. Она была отстранена от должности в последнем из-за своих левых политических убеждений.
В 1983 году Хан основала Ресурсный центр прикладных социально-экономических исследований (англ. Applied Socio-Economic Research Resource Centre, ASR). Это учреждение было первым феминистским издательством в Пакистане. Оно позиционировалось как «многопрофильная, многомерная организация, работающая над социальными преобразованиями в стране».
Хан работает деканом по учебной работе Института женских исследований в Лахоре (англ. Institute of Women’s Studies Lahore, IWSL), южноазиатской программы послевузовского обучения и подготовки.

## Публикации
Нигхат работала над рядом публикаций в сотрудничестве с другими феминистками, включая «Некоторые вопросы феминизма и его значимость в Южной Азии» (Some Questions on Feminism & Its Relevance in South Asia) с Камлой Бхасин . Иным её трудом было «Раскрытие проблем: Взгляды пакистанских женщин на социальные, политические и идеологические вопросы» (Unveiling the issues : Pakistani women's perspectives on social, political and ideological issues) вместе с Афией Шехербано Зией. В этом исследовании Хан написала главы «Возвращение к женскому движению: сферы, вызывающие беспокойство в будущем» (The Women's Movement Revisited: Areas of concern for the future) и  «Идентичность, насилие и женщины: размышления о разделе Индии в 1947 году» (Identity, Violence and Women: A Reflection on the Partition of India 1947).